# قائمة الشركات العربية
هذه قائمة بالشركات العربية على حسب الدولة:
- قائمة شركات جزائرية|الجزائر
- قائمة الشركات في البحرين|البحرين

- قائمة الشركات الجيبوتية|جيبوتي
- قائمة الشركات المصرية|مصر
- قائمة الشركات العراقية|العراق
- قائمة الشركات الأردنية|الأردن
- قائمة الشركات اللبنانية|لبنان
- قائمة الشركات الليبية|ليبيا
- قائمة الشركات الكويتية|الكويت
- قائمة الشركات الموريتانية|موريتانيا
- قائمة الشركات المغربية|المغرب
- قائمة الشركات العمانية|عمان
- فلسطين
- قائمة الشركات القطرية|قطر
- قائمة الشركات السعودية|السعودية
- قائمة الشركات الصومالية|الصومال
- قائمة الشركات السودانية|السودان
- قائمة الشركات السورية|سوريا
- قائمة الشركات التونسية|تونس
- قائمة الشركات الإماراتية|الإمارات
- قائمة الشركات اليمنية|اليمن